# Сельское поселение «Ортуй»
Сельское поселение «Ортуй» (бур. Уртын hомон) — муниципальное образование в составе муниципального района «Могойтуйский район» Агинского Бурятский округа в Забайкальском крае Российской Федерации.
Административный центр сельского поселения — село Ортуй.
Глава сельского поселения — Далаев Баир Ванжилович.

## География
Площадь территории — 4056 га, по территории протекает река Онон. По территории сельского поселения проходит автомобильная дорога Могойтуй — Кусочи.

## Население
| 2010 | 2011  | 2012 | 2013 | 2014 | 2015 | 2016 |
| ---- | ----- | ---- | ---- | ---- | ---- | ---- |
| 1020 | ↘1016 | ↘960 | ↘946 | ↘942 | ↘913 | ↘886 |
| 2017 | 2018  | 2019 | 2020 | 2021 |      |      |
| ↘874 | ↘844  | ↘836 | ↘812 | ↗825 |      |      |

## Экономика
На территории поселения функционирует колхоз «Улан-Одон».